# حرية الدين في أوروبا حسب البلد
يختلف وضع حرية الدين في أوروبا من بلد إلى آخر. يمكن أن تختلف الدول بناءً على فيما إذا كانت تضمن المساواة في المعاملة بين أتباع الديانات المختلفة بموجب القانون، وما إذا كانت تمتلك دينًا للدولة (والآثار القانونية التي يفرضها ذلك على الممارسين وغير الممارسين له)، ومدى الضبط المطبق على عمل المنظمات الدينية داخل الدولة، وإلى أي مدى يستخدم القانون الديني كأساس للمدونة القانونية للبلد.
يوجد الكثير من الفروق بين مواقف بعض البلدان حول حرية الدين في القانون والممارسة الفعلية لهيئات السلطة داخل تلك البلدان: إقرار بلد ما للمساواة الدينية في دستورها أو قوانينها لا يعني بالضرورة حرية سكان البلد بممارستها. فضلًا عن ذلك، يمكن أن يكون لممارسات متشابهة (كوجود سجل لمنظمات دينية في الحكومة) عواقب مختلفة حسب الظروف الاجتماعية والسياسية الأخرى الخاصة بالبلدان المعنية.
تكرس جميع بلدان أوروبا تقريبًا قانونيًا حرية الدين للأشخاص الذين يعيشون في البلاد، ويمتلك معظمها قوانين ضد التمييز تلقي الضوء على حرية الدين على وجه التحديد. من ناحية ثانية، لا يكون تنفيذ هذه القوانين متسقًا دائمًا، وعادة ما تخفق العديد من البلدان في تنفيذ هذه القوانين على الصعيد المحلي. يحدد عدد قليل من البلدان في أوروبا أديان دولة. تمتلك معظم البلدان في الكتلة الشرقية سابقًا برامج حكومية لاستعادة الممتلكات الدينية التي صادرتها الحكومات الاشتراكية السابقة. توفر بلدان عديدة في أوروبا التمويل الحكومي أو امتيازات أخرى للجماعات الدينية المسجلة. يوجد العديد من البلدان التي تطبق قوانين لذبح الحيوانات تحظر على الجزارين صنع الكوشير واللحم الحلال، وجزء أصغر منها يحظر إجراء الختان غير الطبي، لأسباب تتعلق بحقوق الحيوان وحقوق الإنسان على التوالي. في معظم الحالات، يكون الأفراد المتدينون الذين يحتاجون لممارسة شعائرهم من خلال هذه الممارسات قادرين على استيراد اللحوم والذهاب إلى بلدان أخرى لإجراء عمليات الختان دون تدخل حكوماتهم.
يختلف التسامح الديني في المجتمع بشكل عام في مختلف أنحاء أوروبا. في حين أن بعض البلدان لديها درجة عالية من التسامح الديني، فإن بعضها الآخر يمتلك مستويات كبيرة من المشاعر المعادية للمسلمين واليهود ضمن عامة السكان، إضافة إلى التمييز ضد شهود يهوه، الذي أدى في بعض الأوقات إلى العنف الجسدي أو التخريب بدوافع دينية. في عدد قليل من الحالات، تنعكس هذه التوجهات في مسؤولين حكوميين أيضًا. في عدد قليل من البلدان، لاسيما دول يوغسلافيا سابقًا، وأوكرانيا أيضًا، هناك أعمال عدائية بين الطوائف المسيحية متعلقة بالنزاعات بين الكنائس الأرثوذكسية حول السلطات القضائية الدينية والتحكم بالأماكن المقدسة.

## ألبانيا
ينص دستور ألبانيا على حرية الدين، وتحترم الحكومة الحق في ممارسته. تقدم حكومة ألبانيا الدعم المالي للكنيسة الكاثوليكية، والكنيسة الأرثوذكسية الألبانية، والمسلمين السنة ومسلمين البكتاشية الصوفيين.
تعمل حكومة ألبانيا على إعادة الممتلكات المصادرة من المنظمات الدينية خلال حكم جمهورية ألبانيا الاشتراكية الشعبية (1944-1991). لم تعطي المنظمات الدينية منذ عام 2017، الأولوية للانخراط في الإجراءات البيروقراطية التي تنفذها الحكومة لإعادة هذه الممتلكات، وبقيت بالتالي في حوزة الحكومة.
في شهر مايو من عام 2017، أكمل مقرر الأمم المتحدة الخاص المعني بحرية الدين والمعتقد أحمد شهيد تقييمه لوضع حرية الدين في البلاد وقال «ألبانيا نموذج للتناغم الديني بين الأديان».
المدارس العامة علمانية، ويحظر القانون التعليم الديني فيها. قد تقدم المدارس الخاصة تعليمًا دينيًا.

## أندورا
ينص دستور أندورا على حرية الدين، وتحترم الحكومة هذا الحق في ممارسته. لا يوجد دين للدولة؛ مع ذلك، يقر الدستور بوجود علاقة خاصة مع الكنيسة الكاثوليكية الرومانية، التي تتمتع ببعض الامتيازات غير المتاحة للمجموعات الدينية الأخرى، مثل الرواتب والجنسية المستعجلة لرجال الدين.
أحد الأمراء المشاركين في حكم أندورا هو أسقف أورغل، التي تقع فيها أبرشية أندورا (الآخر هو رئيس فرنسا).
تطالب الجاليات اليهودية والمسلمة في أندورا (عددهم 800-2000 و100 على التوالي) أن تخصص البلديات المحلية أراضي للمقابر اليهودية والمسلمة، كي يكونوا قادرين على دفن الأشخاص وفقًا لشعائرهم الدينية. لم تقبل أي بلدية هذه الطلبات، منذ عام 2017، رغم أنه مسموح لغير المسيحيين باستخدام المقابر الموجودة. تستمر الجاليات المسلمة واليهودية باستخدام المقابر في تولوز، فرنسا، وفي برشلونة، إسبانيا كي يتمكنوا من اتباع شعائرهم الدينية.
لا يوجد أي جوامع في أندورا، رغم وجود غرفتين للصلاة تستخدمهما الجالية المسلمة.